# واي سايد (مسلسل)
واي سايد (بالإنجليزية: Wayside) وايسايد (المعروف أيضا باسم مدرسة وايسايد أو يوميات مدرسية) هو مسلسل كرتون تلفزيوني كوميدي إنتاج كندي أمريكي مشترك وهو من إنتاج جون ديريفلاني على تيل تون ونكلوديون. ويروي المسلسل قصة تود، وهو طالب ينتقل إلى وايسايد، وهي مدرسة ابتدائية من ثلاثين طابقا. المسلسل مقتبس جزئيا من سلسلة كتب «مدرسة وايسايد» بقلم لويس ساشار، على الرغم من اختلاف عدة عناصر بين العملين.
وضع ديريفلاني فكرة البرنامج في عام 2003، فتم إنتاج حلقة تلفزيونية خاصة مدتها ساعة بعنوان «وايسايد: الفيلم» وعرضت في عام 2005 لتكون بمثابة الحلقة الأولى. عرضت محطة تيل تون موسمين من المسلسل يتكونان من ثلاثة عشر حلقة لكل منهما، وذلك بين عامي 2007-2008. كما عرض المسلسل على نكلوديون لفترة وجيزة خلال هذا الوقت. كما أعيد عرضه على نيكتونز أيضا من 25 يونيو 2007 و5 أبريل 2010 م.
تلقى المسلسل مراجعات إيجابية من النقاد في العموم، الذين أشادوا بالفكاهة الذكية والغريبة، رغم انتقاد البعض للاختلافات مع سلسلة الكتب. وقد تم ترشيح المسلسل لجائزة «أفضل مسلسل تلفزيوني للأطفال» في حفل توزيع جوائز باي للكرتون عام 2008. تم إصدار الحلقة التجريبية والموسم الأول على دي في دي.

## الممثلون
- مهجة الشيخ - الطفلة مايا بخش
- صابرين الورار - النجمة إيمان مشيع
- حنين نشواتي
- آلاء الخضر
- رزان الحبش
- كامل نجمة - لمياء وليان مال الله
- شهناز سليم
- رحاب حلاس
- فاطمة سعد (غير مدرج)
- صفاء رقماني - فاطمة هاشم القطري
- سمر كوكش
- رائد مشرف - لمياء وليان مال الله
- لمى هاشم
- محمد خير أبو حسون
- مأمون الرفاعي

## فريق الإنتاج

### النسخة العربية
- ترجمة: محمد مازن لبوه (مدرج باسم مازن أرنبة)
- إعداد: رزان الحبش
- المونتاج والتترات: زياد تقي
- المكساج: سامر أبو عسلي
- كلمات وأداء الطفلة: مايا بخش
- المعالجة الالكترونية: رشا الطحان
- المتابعة المالية: محمد حسن مهنا، فراس رنة
- الإدارة التنفيذية: محمد القزة
- تنفيذ الدوبلاج: مركز الزهرة
- الإشراف العام: Global New Age Media (فايز الصباغ)
- الإشراف الفني: مأمون الرفاعي

## الحلقات

### الموسم 1 (2007)
| رقم | عنوان الحلقة | تاريخ البث (كندا) | تاريخ البث (العالم العربي) |
| --- | ------------ | ----------------- | -------------------------- |
| 1أ  | يوم التعاون  | 16 مارس 2007      | 6 أغسطس 2017               |
| 1ب  | قريبا        | 16 مارس 2007      | قريبا                      |

## وصلات خارجية
- واي سايد على موقع IMDb (الإنجليزية)
- واي سايد على موقع ميتاكريتيك (الإنجليزية)
- واي سايد على موقع كينوبويسك (الروسية)
- واي سايد على موقع ألو سيني (الفرنسية)
- واي سايد على موقع قاعدة بيانات الفيلم (الإنجليزية)

- الموقع الإلكتروني